# Modisimus concolor
Modisimus concolor is een spinnensoort uit de familie trilspinnen (Pholcidae). De soort komt voor in Cuba.